# Thomas Wynns
Thomas Wynns (* 1764 bei Barfields, Hertford County, Province of North Carolina; † 3. Juni 1825 bei Winton, North Carolina) war ein US-amerikanischer Politiker. Zwischen 1802 und 1807 vertrat er den Bundesstaat North Carolina im US-Repräsentantenhaus.

## Werdegang
Das genaue Geburtsdatum von Thomas Wynns ist unbekannt. Er wurde in England erzogen und kam im Jahr 1780, während des Unabhängigkeitskrieges, an Bord eines amerikanischen Schiffes, das von den Briten aufgebracht wurde, in deren Kriegsgefangenschaft. Diese verbrachte er zusammen mit einigen anderen Gefangenen in London. Später kehrte er nach North Carolina zurück, wo er im Hertford County als Pflanzer tätig wurde. Wynns war auch eines der ersten Kuratoriumsmitglieder der University of North Carolina in Chapel Hill.
1787 saß Wynns als Abgeordneter im Repräsentantenhaus von North Carolina. In den Jahren 1788 und 1789 war er Mitglied der Versammlung, die für den Staat North Carolina die Verfassung der Vereinigten Staaten ratifizierte. Zwischen 1790 und 1802 sowie nochmals von 1807 bis 1817 gehörte er dem Staatssenat an. Wynns war Mitglied der von Präsident Thomas Jefferson gegründeten Demokratisch-Republikanischen Partei. Nach dem Tod des Abgeordneten Charles Johnson wurde er bei der fälligen Nachwahl für den ersten Sitz von North Carolina als dessen Nachfolger in das US-Repräsentantenhaus in Washington, D.C. gewählt, wo er am 7. Dezember 1802 sein neues Mandat antrat. Nach zwei Wiederwahlen konnte er bis zum 3. März 1807 im Kongress verbleiben. In diese Zeit fiel der von Präsident Jefferson getätigte Louisiana Purchase, durch den das Staatsgebiet der Vereinigten Staaten im Westen und Südwesten beträchtlich erweitert wurde. Im Jahr 1804 wurde außerdem der 12. Verfassungszusatz ratifiziert.
Nach seinem Ausscheiden aus dem US-Repräsentantenhaus betätigte sich Thomas Wynns wieder als Pflanzer im Hertford County, das er zwischen 1807 und 1817 im Staatssenat vertrat. Von 1818 bis 1824 gehörte er dem Regierungsrat von North Carolina an. Außerdem war er Brigadegeneral der Staatsmiliz. Er starb am 3. Juni 1825 nahe Winton.